# Палермо
Пале́рмо (др.-греч. Πάνορμος, лат. Panormus, итал. Palermo МФА: [paˈlɛrmo]о файле, сиц. Palermu) — город в Италии, на острове Сицилия.
Административный центр области Сицилия и одноимённой территориальной единицы, приравненной к провинции.
Покровителем города считается св. Розалия. Праздник города — 15 июля.

## История
Палермо был основан финикийцами под названием Сус (по-финикийски — «цветок») в 754 году до н. э., но своё имя Панорм — всегда доступная гавань (лат. Panormum и Panormus, др.-греч. Πάνορμος) получил от греков (одноимённый греческий полис имелся также в Малой Азии, современная турецкая Бандырма); в первую пуническую войну здесь была главная стоянка карфагенского флота. Римляне, взяв город в 254 году до н. э., дали ему право муниципии, а во времена Августа город сделан колонией (Colonia Augusta Panormitanorum). В 515 году изрядно запустевший, за время римского господства Палермо был завоеван готами; в 535 году Велизарий отвоевал у них северное побережье Сицилии. В 831 году оказался в руках у сарацин; с тех пор сделался важнейшим торговым центром Сицилии. Большую часть населения составляли греки, евреи и арабы, которые вели торговлю с Северной Африкой.
В 1072 году норманнский завоеватель Роберт Гвискар овладел Палермо, а его потомок Рожер II сделал его столицей Сицилийского королевства. При Гогенштауфенах в Палермо била ключом блестящая придворная жизнь, особенно при Фридрихе II, который перевёл сюда из Германии весь императорский двор. После смерти сына Фридриха II Манфреда Сицилийского в битве при Беневенто (1266 г.) Карл Анжуйский овладел Палермо; французы, однако, не смогли долго удержаться в Сицилии. Мстительный сицилийский народ не забыл казнь Конрадина; с предместий Палермо началась знаменитая Сицилийская вечерня (1282 год), приведшая к истреблению всех французов на острове.
Королём Сицилии был провозглашен Педро III Арагонский, а Палермо стал резиденцией вице-короля, однако шесть веков испанского владычества не принесли жителям города благоденствия. В 1799 году, когда Неаполь был взят французами, Фердинанд IV Неаполитанский бежал в Палермо и оставался здесь до 1815 года. В 1820 году, когда Фердинанд IV решил объявить Неаполь и Сицилию единым королевством Обеих Сицилий, в Палермо вспыхнул бунт, который удалось усмирить с большим трудом. Волнения, начавшиеся в Палермо в 1847 году, вылились в 1848 году во всеобщее восстание. Королевские войска были разбиты, в городе учреждено временное правительство и созван сицилийский парламент, но в следующем, 1849 году Палермо вынужден был сдаться королевским войскам.
В 1860 году Джузеппе Гарибальди взял Палермо и включил его в состав Итальянского королевства. Значительная часть города была разрушена во время Второй мировой войны.

## Климат
Климат средиземноморский. Самый холодный месяц — февраль, самый тёплый — август. Так как Палермо полностью окружён морем, зима ещё теплее, чем на прибрежных районах континентов, а лето душное и влажное, но несколько менее жаркое.
Из-за полной окружённости морем лето в Палермо длится вплоть до начала декабря, а декабрь теплее марта.
17 января 2017 года был установлен абсолютный минимум температуры воздуха за всю историю метеонаблюдений — 0 °C.
| Показатель                    | Янв. | Фев. | Март | Апр. | Май  | Июнь | Июль | Авг. | Сен. | Окт. | Нояб. | Дек. | Год  |
| ----------------------------- | ---- | ---- | ---- | ---- | ---- | ---- | ---- | ---- | ---- | ---- | ----- | ---- | ---- |
| Абсолютный максимум, °C       | 25,0 | 28,0 | 34,7 | 35,7 | 38,9 | 43,0 | 43,1 | 42,4 | 40,0 | 35,1 | 30,6  | 27,0 | 43,1 |
| Средний суточный максимум, °C | 15,2 | 15,0 | 17,0 | 19,4 | 22,7 | 26,7 | 29,4 | 30,0 | 27,2 | 24,0 | 20,0  | 16,6 | 21,9 |
| Средняя температура, °C       | 12,5 | 12,2 | 13,7 | 15,9 | 19,3 | 23,2 | 26   | 26,7 | 24,1 | 20,9 | 17,1  | 14,1 | 18,8 |
| Средний суточный минимум, °C  | 10,0 | 9,5  | 10,7 | 12,8 | 16,1 | 19,9 | 22,7 | 23,5 | 21,2 | 17,9 | 14,3  | 11,7 | 15,9 |
| Абсолютный минимум, °C        | 0    | 0    | 2,4  | 5,8  | 9,2  | 12,2 | 17,9 | 17,9 | 15,0 | 10,0 | 5,1   | 2,2  | 0    |
| Норма осадков, мм             | 36   | 33   | 29   | 27   | 14   | 7    | 3    | 12   | 36   | 41   | 43    | 47   | 326  |
| Источник: Погода и Климат     |      |      |      |      |      |      |      |      |      |      |       |      |      |

## Достопримечательности

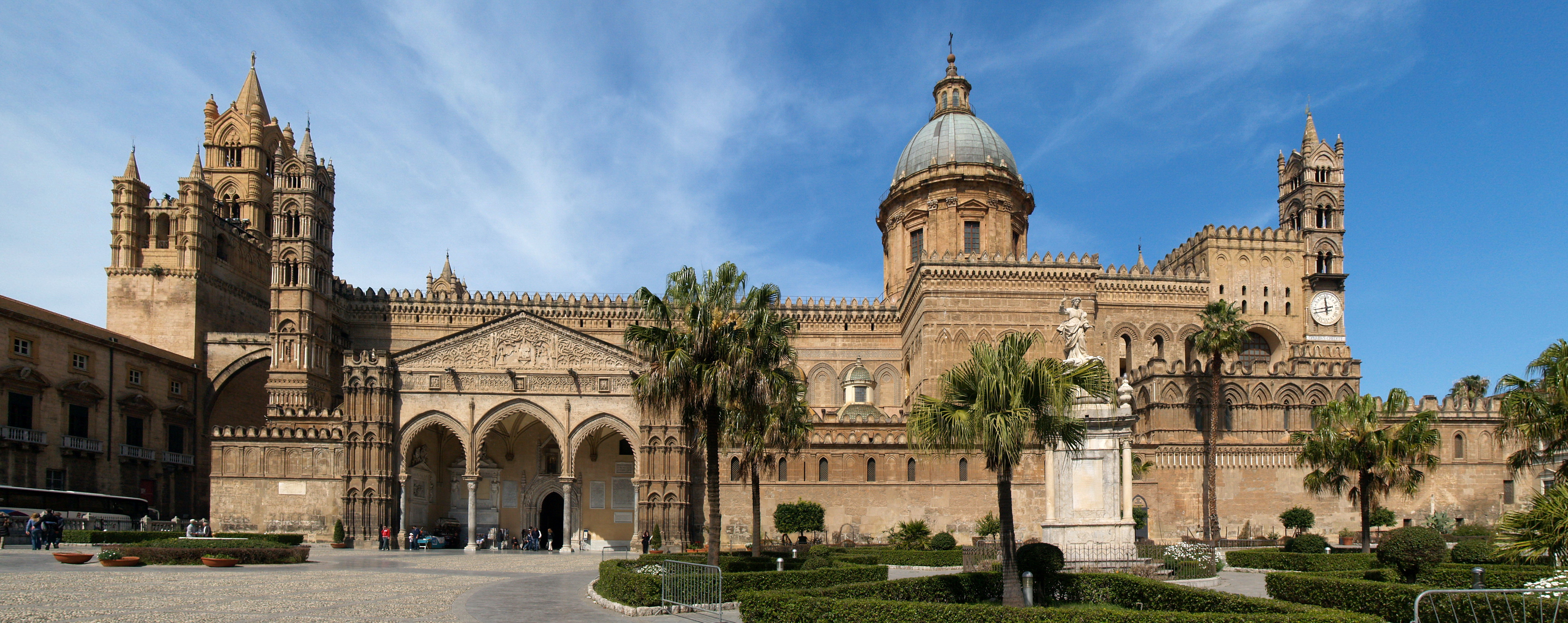
Кафедральный собор Палермо

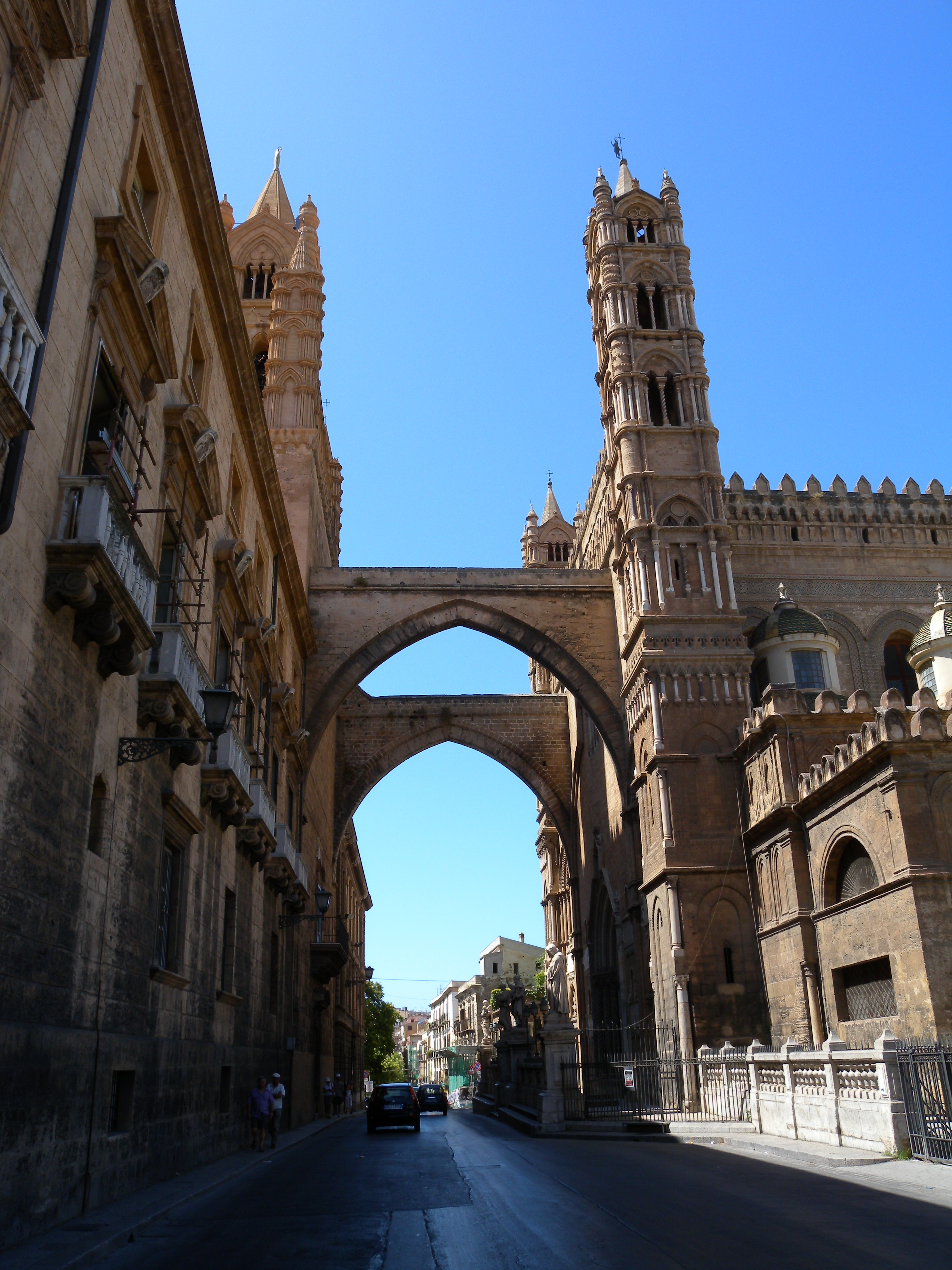
Кафедральный собор Палермо (детали)

По берегу моря тянется в виде широкого променада Форо-Италико, рядом расположен городской сад Флора (Вилла Джулиа). Главные площади: в центре города — на пересечении двух главных улиц Пьяцца Вильена, Пьяцца Претория, с великолепным маньеристским фонтаном (1550), Пьяцца Марина с общественным садом (Джардино Гарибальди), Пьяцца Болоньи, с памятником Карлу V (1635), Соборная площадь, окруженная балюстрадой со статуями святых, Пьяцца Виттория с памятником Филиппу V; из ворот замечательны: Порта Феличе (1582—1637) и триумфальная арка Порта Нуова (1584).

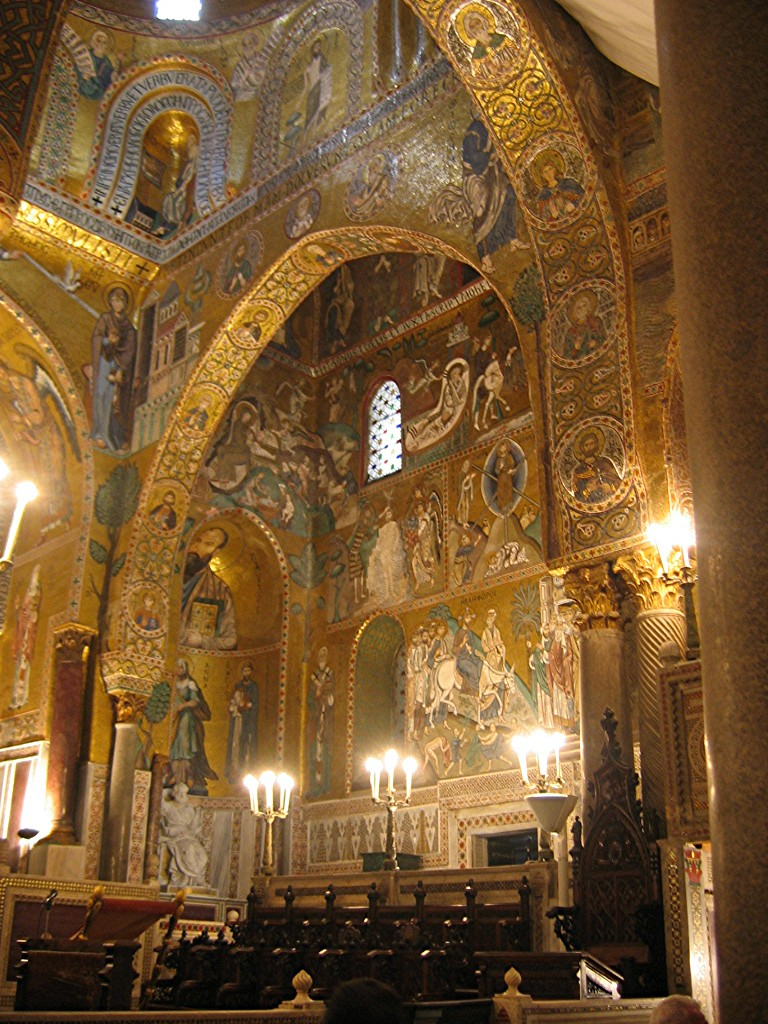
Внутреннее убранство Палатинской капеллы (XII век)

В Палермо 295 церквей и капелл, в том числе 70 бывших монастырей. Собор св. Розалии построен в готическом стиле норманнским королём Вильгельмом II (1169—85), но после многочисленных перестроек приобрёл вид испанского собора. Внутри храма серебряная рака св. Розалии (покровительница города) и гробницы королей Рожера II, его дочери Констанции и её супруга императора Генриха VI, а также сына последнего, великого императора Фридриха II. Двумя арками собор соединяется с изящной колокольней и епископским дворцом. Из других старонорманнских церквей знамениты Сан-Катальдо (XII век), Сан-Джованни-дельи-Эремити (1132), выделяющиеся причудливыми арабскими куполами алого цвета, Маджионе. Построенная по заказу адмирала Георгия Антиохийского церковь Марторана (1143) украшена редкостными мозаиками в византийском вкусе.
Королевский дворец — средоточие зданий разных стилей: старонорманнская башня — Торре Пизана, построенная Рожером I; Палатинская капелла — главная достопримечательность города и одна из диковин европейского средневековья, с резной деревянной кровлей, расписанной в арабском духе, и множеством мозаик высочайшего качества, подчас на светские темы, выполненных мастерами, приглашёнными Рожером из Константинополя. Другие замечательные гражданские здания — палаццо Кьярамонте и Скьяфанте (1307—80), ратуша (1463).
Особенной достопримечательностью являются Катакомбы капуцинов — подземное кладбище, где в открытом виде хранятся тела более 8000 палермитанцев, умерших в XVI—XX веках.
Из окрестностей Палермо славятся Монте-Пеллегрино, с чудным видом и пещерной церковью св. Розалии, королевская вилла Фаворита (в китайском стиле), виллы Бельмонте, Серрадифалько, Таска; норманнские замки Циза (1164) с полуарабским мозаичным фризом и Куба (1182) с купальным павильоном Ла Кубола, кафедральный Монреальский собор со средневековыми мозаиками, театр Массимо.
Ботанический сад Палермо — одно из наиболее значимых академических учреждений в Италии. Этот ботанический сад является «огромным музеем под открытым небом» с более чем двухсотлетней историей.

## Спорт
- В 1999 году прошёл чемпионат мира по полумарафону.
- Город знаменит своей футбольной командой «Палермо», выступавшей в итальянской Серии А

## Города-побратимы
- Тимишоара, Румыния[4] (2005)
- Тбилиси, Грузия[5] (1997)
- Сантьяго-де-Куба, Куба (1996)
- Гран-Басам, Кот-д’Ивуар[6] (2016)
- Вильнюс, Литва[7] (2012)
- Оттава, Канада
- Ярославль, Россия
- Самара, Россия
- Майами, США
- Монтерей, США[8]
- Букаву, ДРК
- Бизерта, Тунис
- Чэнду, Китай
- Пистоя, Италия
- Сесту, Италия
- Палермо, Колумбия

## Галерея

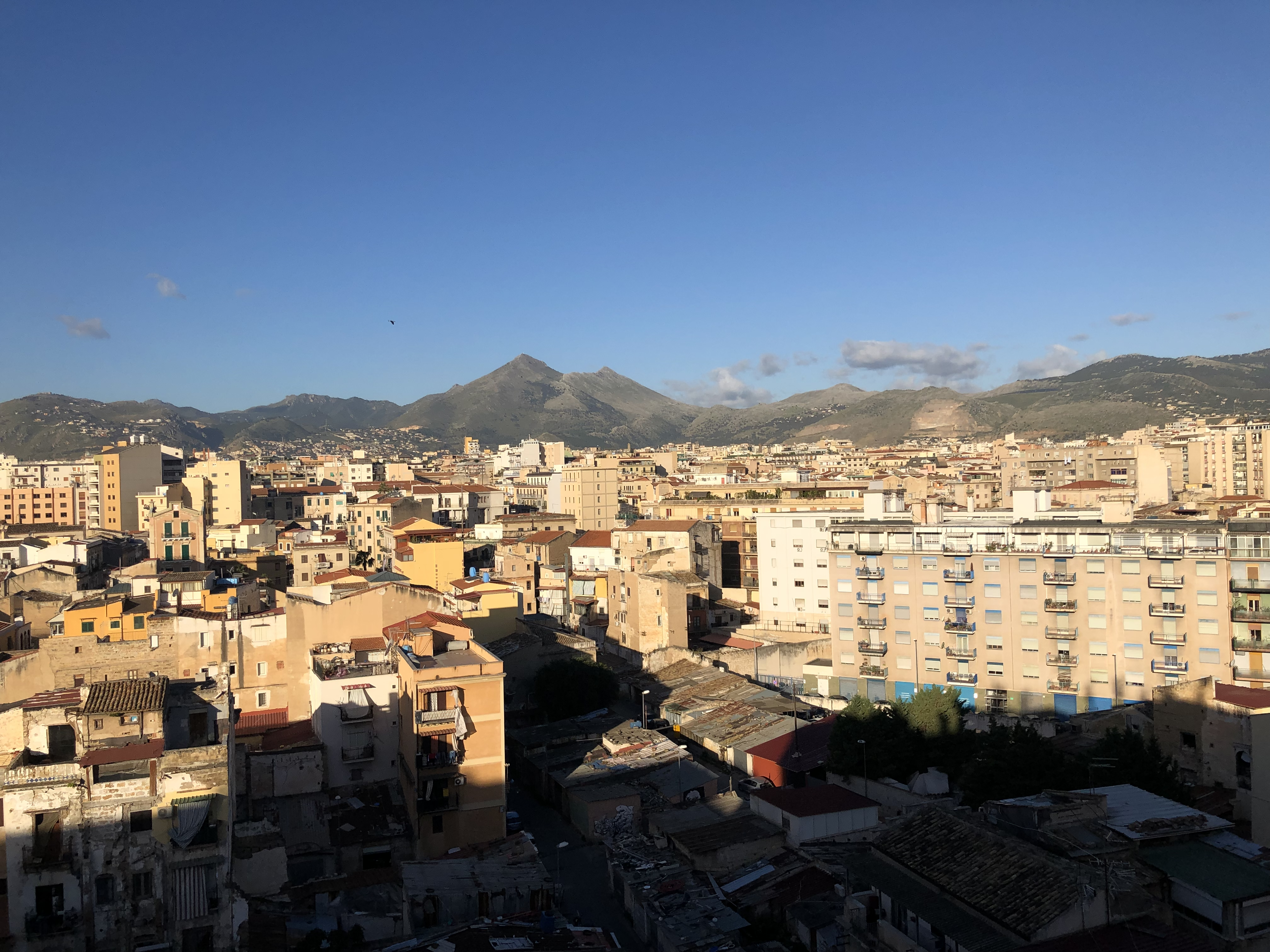
Вид на город
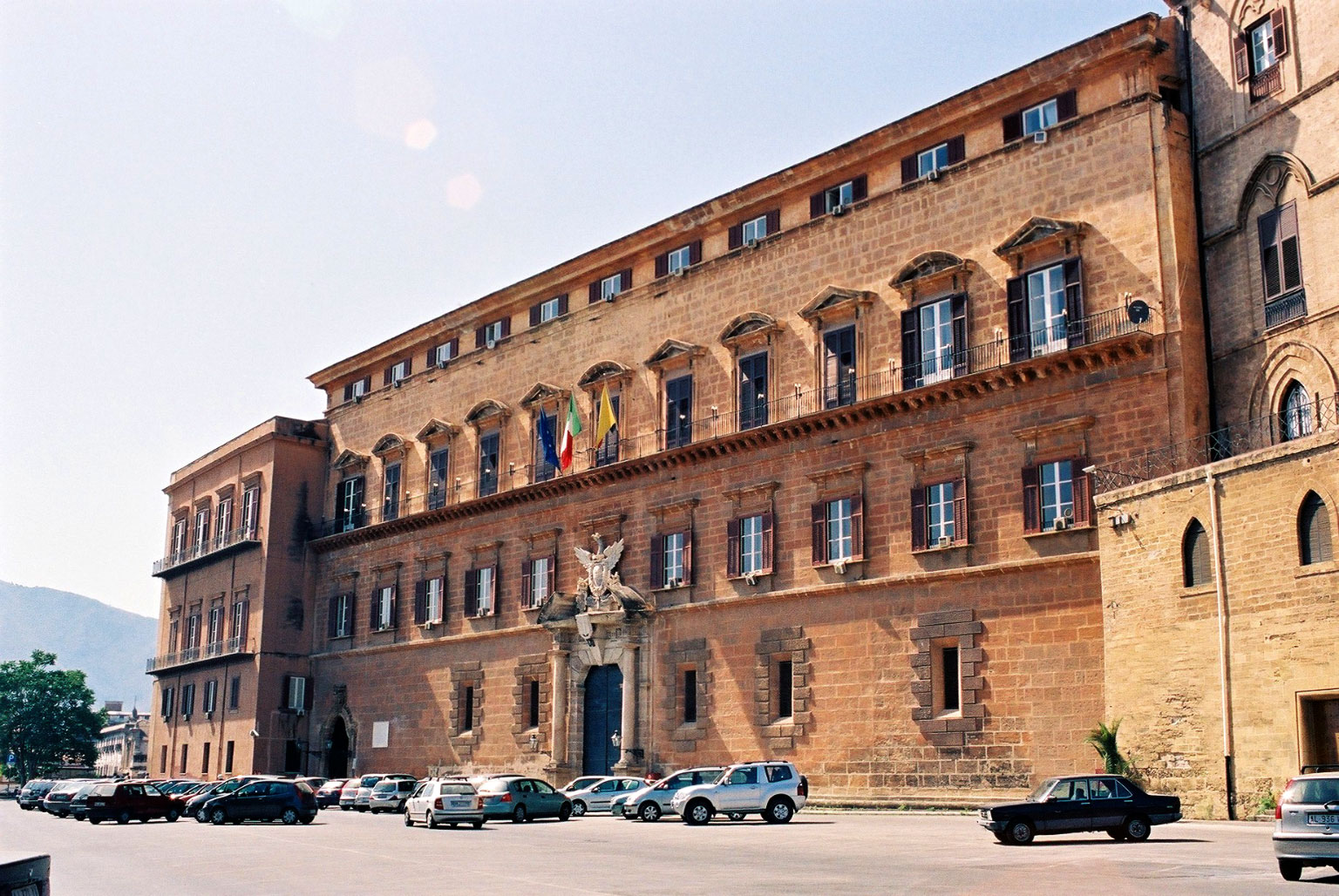
Палаццо Норманни
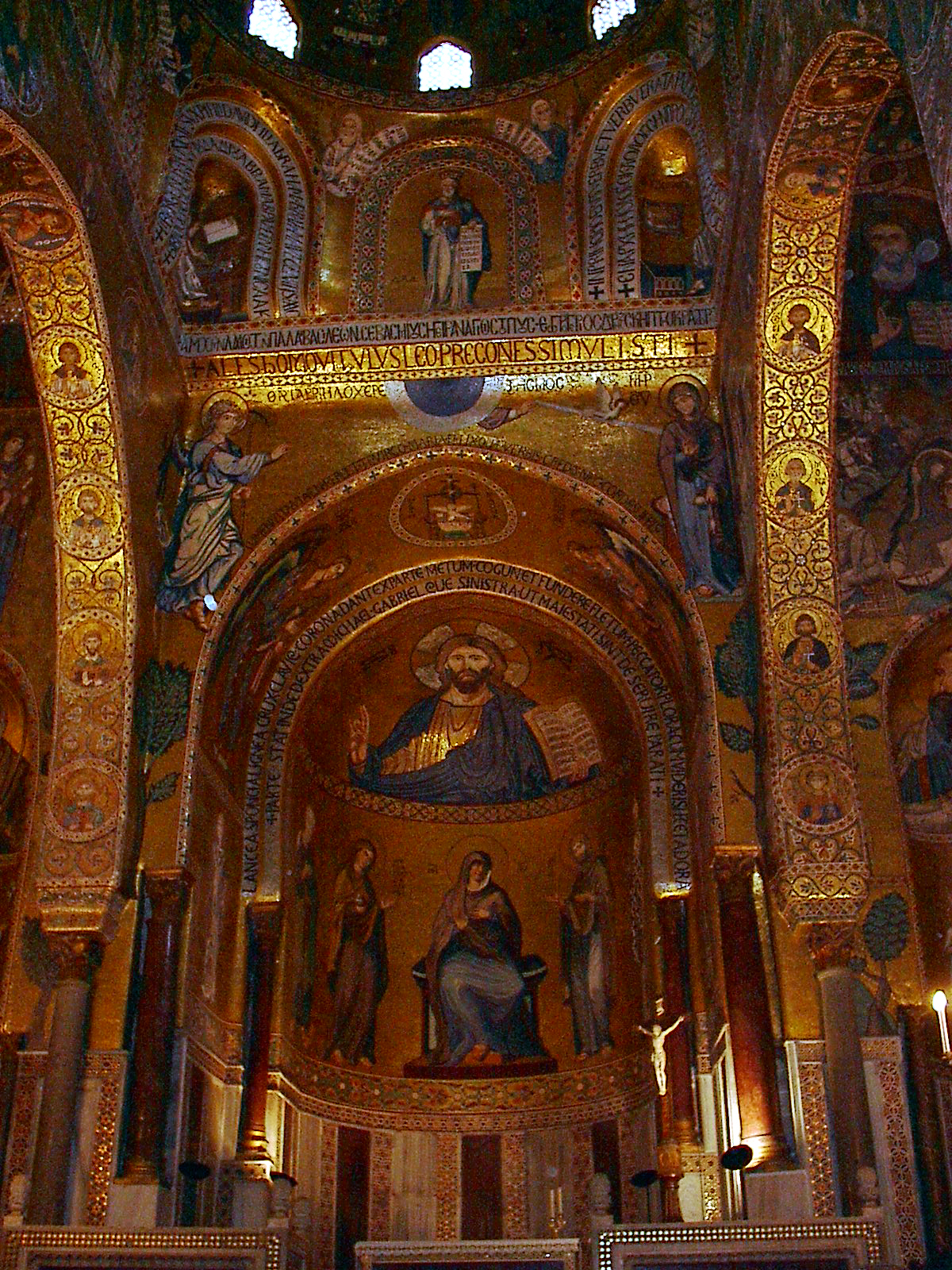
Палатинская капелла
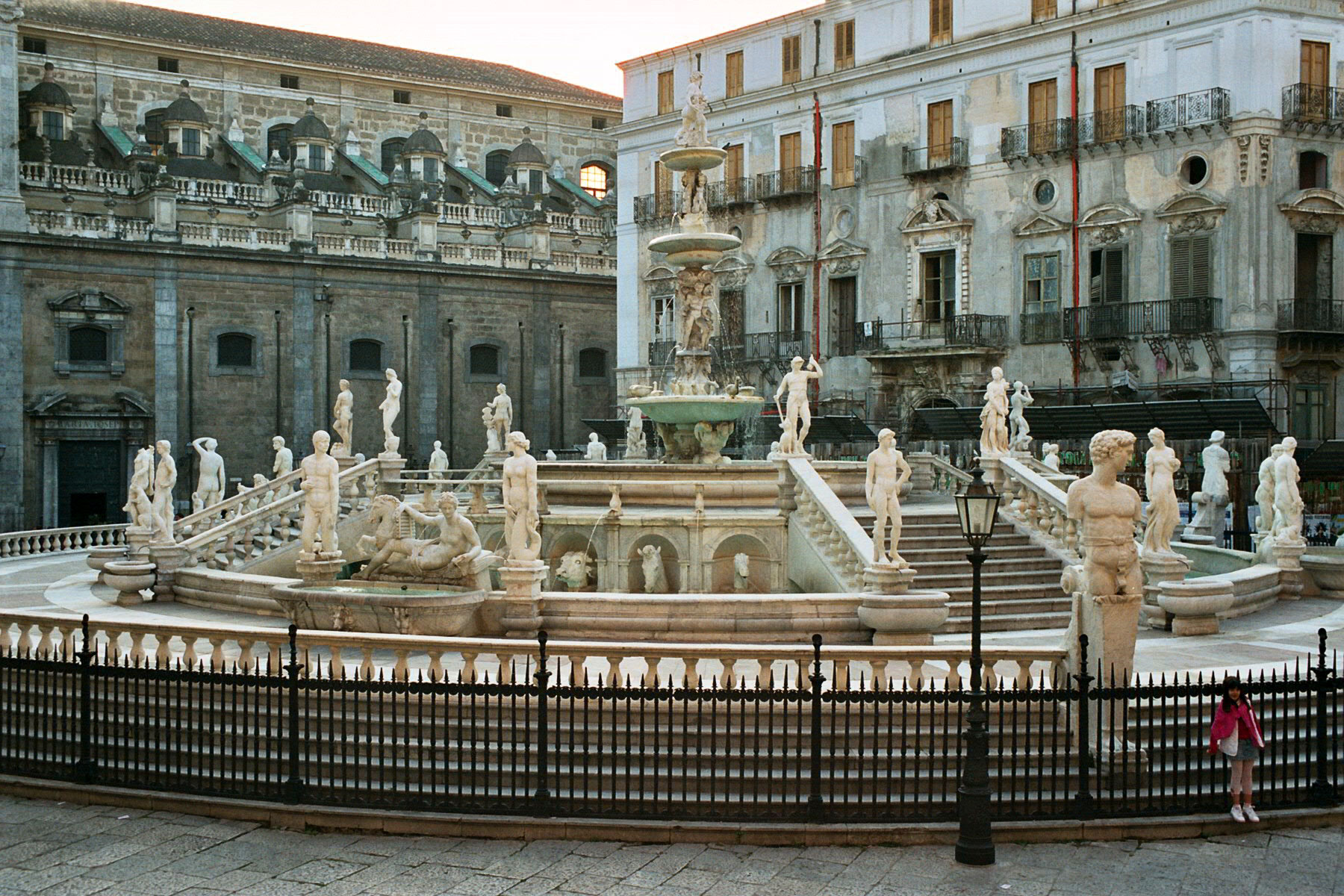
Пьяцца Претория
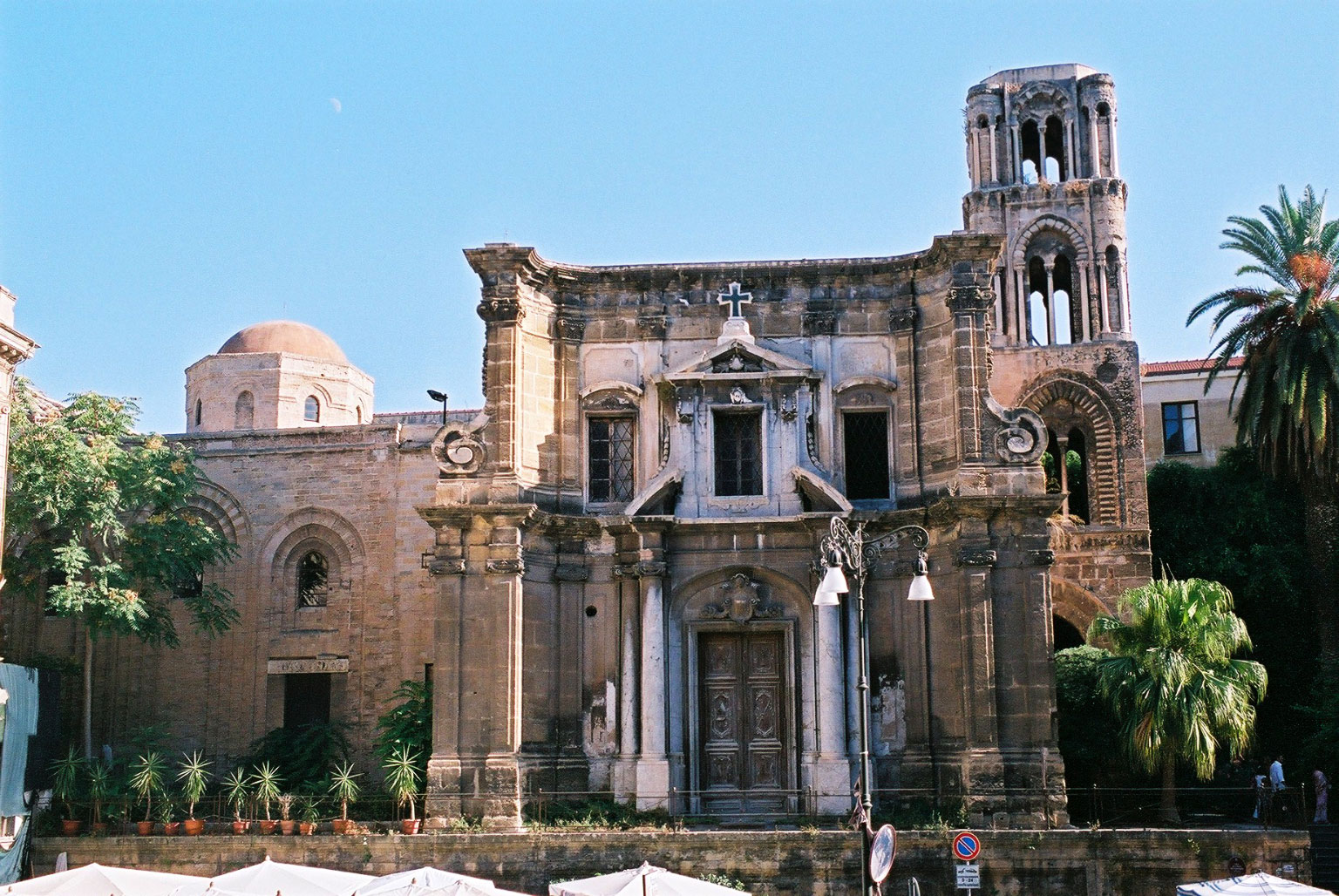
Марторана

## Известные уроженцы
- Серджо Маттарелла (род.1941) - президент Италии (с 2015)